# 아인슈텔룽 효과
아인슈텔룽(Einstellung)은 기계화된 정신 상태 발달을 말한다. 문제해결 세트(problem solving set)로도 불리는 아인슈텔룽은, 더 좋거나 적절한 문제해결 방식이 존재함에도 특정 방식으로 문제를 해결하려는 소인(predisposition)을 의미한다.
아인슈텔룽 효과(Einstellung effect)는 새로운 문제를 해결할 때 이전 경험이 주는 부정적 효과를 말한다. 아인슈텔룽 효과는 여러 상황 속에서 실험적으로 검증되어 왔다.
가장 유명한 실험으로는 남편 에이브러햄 루친스(Abraham  S. Luchins)와 부인 에디트 루친스(Edith Hirsch Luchins)의 용어 고안으로 이어진 사례로 루친스 물병 실험(Luchins water jar experiment)이 있다. 여기에서 피실험자들은 일련의 물병 문제들을 해결하도록 요청받는다. 같은 해결책이 있는 문제들을 해결한 후, 이후에 발생한 문제에 대하여 피실험자들은 더 단순한 해결책이 존재함에도 불구하고 똑같은 해결책을 사용한다(Luchins, 1942). 아인슈텔룽 효과에 대한 다른 실험들은  『구성 과정들에 대한 아인슈텔룽의 효과(The Effect of Einstellung on Compositional Processes)』와  『행동의 경직성, 아인슈텔룽 효과에 대한 한 변형적 접근(Rigidity of Behavior, A Variational Approach to the Effect of Einstellung)』을 통해 확인할 수 있다.

## 배경
'Einstellung'은 독일어로 '배경(setting)' 혹은 '설치(installation)', 개인의 '태도(attitude)' 등을 의미한다. 독일어로 과업(task)을 뜻하는 'Aufgabe'라는 것은 아인슈텔룽과 연관있다. Aufgabe는 아인슈텔룽 효과를 환기시킬 수 있는 상황을 말한다. 이는 이전에 적용가능했던 행동을 수행하려 하는 경향을 만드는 일이다. 루친스 부부 실험(Luchins and Luchins experiment, 루친스와 루친스 실험)에서 물병 문제는 Aufgabe 혹은 과제로 역할하였다.
과거에 경험하였던 문제들과 유사한 문제나 상황이 주어질 때 아인슈텔룽 효과는 발생한다. 문제나 상황에 대한 해결책이나 적절한 행동이 과거 문제마다 모두 같았다면, 더 적절한 반응이 가능할 지라도 문제에 대해 너무 많은 생각을 하지 않고 같은 반응을 제시할 가능성이 높다. 근본적으로 아인슈텔룽 효과는 가급적 최적의 해결책이나 행동을 찾는 두뇌의 방식 중 하나이다. 그러나 해결방안을 잘 찾더라도 해결방안 자체는 효과가 없다는 것이다.
아인슈텔룽과 유사한 현상으로 기능적 고착(functional fixedness)이 있다(Duncker 1945). 기능적 고착이란, 기능적으로 유사하지 않은 맥락 속에서 피실험자가 한 물체(object)를 사용한 경험 때문에 그 물체에 대한 새로운 활용 방안을 발견하는 능력에 지장이 발생하는 것을 말한다. 또한 기존에 사용하는 방식으로만 한 물체를 사용하도록 제한하는 인지 편향(cognitive bias)이기도 하다. 던커는 이런 현상이 물질적 대상뿐 아니라 정신적 대상(mental object)이나 개념들(아인슈텔룽 효과의 현상에 들어맞는 사항)에서도 발생한다고 지적하였다.

## 루친스 부부 물병 실험
1942년 에이브러햄 루친스(Abraham Luchins)의 고전 실험에서 처음 언급된 물병 실험은 아인슈텔룽 상황을 보여주는 유명한 사례이다. 실험 참가자들은 다음 문제들이 주어진다. '물병 3개가 있고 각각의 물병은 용량이 다르다. 물병들을 이용하여 물의 양을 측정하는 방법을 알아내라.' 보다 빠르고 효과적인 방법이 있음에도 참가자들은 이전에 사용했던 방식을 사용하였다. 실험은 멘탈 셋(mental set)이 새로운 문제를 해결하는데 방해가 될 수 있다는 것에 초점을 맞추고 있다.
루친스 실험에서 피실험자들은 두 그룹으로 나뉘었다. 실험군(experimental group)에게는 5개의 연습문제(practice problem)가 주어지고 이어서 4개의 주요 검증문제(test problem)가 주어졌다. 대조군(control group)은 5개의 연습문제가 주어지지 않았다. 모든 연습문제와 일부 주요문제는 단 하나의 해결책이 있었는데 그것은 'B-A-2C'였다. 예를 들어, A병은 21단위의 병, B병은 127단위의 병, C병은 3단위의 병이다. 100단위의 물을 측정하려면, B병에 물을 채운 후, 이 물을 A병에 한 번, C병에 두 번 부으면 된다.(127-21-2*3)
주요 문제 중 하나는 소멸 문제(extinction problem)이다. 소멸 문제는 이전 문제 해결안인 'B-A-2C'로 해결될 수 없다. 소멸 문제를 정확하게 풀기 위해서는 직접 문제를 해결하여 새로운 해결책을 만들어 내야 한다. 소멸 문제에 대한 틀린 해결책은 아인슈텔룽 효과가 있다는 것을 의미한다. 소멸문제 이후의 문제들은 2개의 해결책이 있었다. 이러한 후소멸문제(post-extinction problem)들은 피실험자가 아인슈텔룽 효과로부터 벗어나는 데 도움이 된다.
주요 문제들은 이 해결책을 이용하여 풀리거나('B-A-2C') 더욱 간략한 해결책(A-C 혹은 A+C)으로 풀릴 수 있다. 예를 들어 피실험자들은 15, 39, 3단위의 A, B, C 세 병을 가지고 18단위의 물을 측정하도록 지시를 받았다. 간단한 해결책(A+C)이 있었음에도 실험군의 피실험자들은 장황한 해결책을 내려고 하였다. 즉 A와 C에 채운 물을 더하기만 하면 될 것을 이들은 대부분 B에 물을 채우고 A에 따라부은 후 다시 C에 두 번 따라붓는 이전 방식(B-A-2C)을 택하였다. 반면 대조군 거의 대부분은 간단한 해결책을 택하였다. 그러나 루친스 부부가 실험군에게 '현혹되지 마세요(Don't be blind.).'라는 경고를 주었을 때, 피실험자 절반 이상은 남아 있는 문제에 대해 가장 간단한 해결책을 사용하였다. 이 경고는 실험군의 아인슈텔룽 효과가 우세한 상황을 완화한 것이다.
물병 실험의 결과는 아인슈텔룽의 개념을 설명해준다. 실험대상자 대다수는 기계화된 정신 상태를 사용하여 이전 경험으로 얻어진 멘탈 셋(mental set)에 의존하였던 것이다. 그러나 실험대상자들은 이전과 같은 해결책을 사용하지 않고 문제에 직면하여 직접적인 해결책을 사용할 경우 더욱 성과가 높았다.

## 설명과 해석
아인슈텔룽 효과에는 귀납추론(inductive reasoning)이 깔려 있다. 귀납추론은 한정된 사례들만을 가지고 하나의 규칙을 추론하는 것을 말한다. 귀납추론에 대한 실험 대부분에서는 피실험자에게 하나 혹은 그 이상의 물체, 문자 등이 기입된 카드 하나를 보여준다. 카드에 그려진 물체들은 수량, 모량, 크기, 색 등이 다양하다. 피실험자는 '예' 혹은 '아니오'로 답하여 카드가 규칙에 맞는지를 답하는 것이다. 규칙은 피실험자가 추측해야 한다. 시간이 흐르면, 피실험자는 규칙을 알게 되지만 질문은 '어떻게?'가 된다. 하워드 켄들러(Howard H. Kendler)와 트레이시 켄들러(Tracy S. Kendler) 부부는 1962년 연구 「문제 해결에서의 수직적 수평적 처리과정(Vertical and horizontal processes in problem solving)」에서 고학년 아동과 성인일 수록 '비연속성 이론(noncontinuity theory)'을 보인다고 하였다. 즉 피실험자는 합리적인 규칙을 집어내고, 그것이 거짓이라고 판명될 때까지 사실이라고 가정한다는 것이다. 아인슈텔룽 효과에 관하여,작동하지 못할 때까지 한 특정 행동을 유지하는 경향을 설명해주는 방식으로 비연속성 이론을 생각할 수 있다. 물병 문제에서 피실험자는 한 특정 규칙이 모든 상황에 적용되는 것 같았기 때문에 그것을 작동시켰다. 이들에게 해결책은 같지만 보다 좋은 해결책도 존재하는 문제들이 주어지면, 이들은 '해보니까 맞았기에 신뢰할 수 있는(tried and true)' 반응을 보였다. 귀납 이론과 아인슈텔룽 효과 간의 차이는, 아인슈텔룽의 경우 이전 규칙이 적용되지 않는 사례가 발생한 후에도 많은 피실험자들은 그 규칙이 적용되는 문제가 주어질 경우(더 좋은 해결책이 있음에도) 다시 예전 해결책을 사용한다는 것이다. 이 현상을 설명하는 방식 중 하나는, 피실험자들은 사실 같은 해결책이 항상 옳은 것은 아니라는 걸 의식적으로도 잘 알고 있음에도, 그 해결책이 적용되는 경우들을 많이 접하였기에, 다른 해결책에 앞서 그 해결책을 시험하려 한다는 것이다. 그래서 그것이 옳을 경우 새로 발견한 첫 해결책이 된다는 것이다.
신경학적으로, 기억에 관한 신경화학적 이론인 시냅스 가소성(synaptic plasticity)은 아인슈텔룽 효과를 이해하는데 도움이 된다. 특히, 많은 면에서 연상심리학(associationism) 이론과 같은 신경과학인 헤비언 이론(Hebbian theory)은 시냅스 가소성 설명 중 하나이다(Hebb, 1949). 두 연합 뉴런이 서로를 자주 활성화되지만 서로 떨어져 있을 때는 활성화되지 않으면, 연합의 강도는 점점 강해져서, 한 뉴런의 자극이 다른 뉴런을 더 자극할 가능성을 높인다. 전두엽(frontal lobe)이 계획 수립과 문제 해결의 역할에 가장 자주 기여하기에, 아인슈탤룽 효과의 이해에 기반이 되는 신경학적 경로가 있다면, 대부분은 전두엽 소관이 된다. 근본적으로 아인슈텔룽의 헤비언적 설명은 다음과 같다. 자극(stimulus)이 그렇게 주어지기에 피실험자는 이전에 처한 상황에 현재 있는 것으로 인식한다. 즉 피실험자는 자신이 이전에 처한 환경과 유사한 환경을 보고 듣고 냄새맡는다는 것이다. 피실험자는 이런 식으로 주어진 자극을 처리해야 하므로 그 상황에 적절한 행동을 보인다.(달리거나 던지거나 먹거나 하는 등) 신경 성장(neural growth)은 부분적으로라도 두 사건이나 이념 간의 연합으로 인해 발생하기에, 한 자극에 특정한 한 반응이 발생하는 경우가 많을수록 후에 자극이 같은 반응을 자극하는 가능성은 더 많을 것이다. 루친스 실험에 관하여, 주어진 자극은 '물병 문제'였고(엄밀히 말하면, 자극은 물병 문제를 기술하는 단어와 숫자가 적힌 종이 한 장이었다.), 유도된 반응은 'B-A-2C'였다. 두뇌 안에서 물병 문제와 B-A-2C 간의 직접적인 연결이 있다고 가정하는 것은 다소 과장일 것이다. 그러나 B-A-2C가 적용되는 사례가 점점 많아지면서, 물병 문제를 푸는 동안 활성화되는 특정 신경연결(neural connection)과 '제1항을 취하고 제2항을 뺀 다음 제3항을 두 번 뺀다'는 사고에서 활성화되는 신경연결이 중첩되는 경우는 늘어날 것이다.

## 기타 연구

### 심리적 스트레스
아래 실험들은 각각 다른 스트레스 상황(stressful situation)이 아인슈텔룽 효과에 미치는 영향을 측정하고자 설계되었다. 이 실험들은 스트레스 상황이 아인슈텔룽 효과의 강도를 높인다.

#### 스피드 테스트
루친스는 한 초등학교 학급에 물병 문제를 제시하였다. 스트레스 상황을 조성하고자 실험자들은 학생들에게 테스트 시간을 측정한다는 것, 교장과 선생님들이 속도와 정확도를 평가한다는 것, 테스트가 성적에 영향을 준다는 것을 알렸다. 테스트 동안 학생들을 더 동요시키기 위하여 실험자들은 학생들이 다른 점수가 더 낮은 학생에 비하여 속도가 더 느리다는 것을 언급하도록 지시받았다. 실험동안 실험자들은 불안하고 스트레스 가득한 때로는 울기까지 하는 학생들의 표정을 볼 수 있었다.
실험 결과, 스트레스성 스피드 테스트 상황은 경직성(rigidity)을 높였다. 루친스는 98명 학생 중 3명만이 소멸 문제를 해결할 수 있었으며, 2명만이 주요 문제를 해결하는 데 있어 직접 대면하여 해결하는 방식을 사용하였다. 비스트레스 조건에서 수행된 동일한 실험에서는 경직성 70%, 소멸 문제 실패율 58%를 보였으나, 불안 상황에서는 경직성 98%와 소멸 문제 실패율 97%를 보였다.
대학생들에게 수행한 스피드 테스트에서도 비슷한 결과가 도출되었다. 심지어 대학생들에게는 테스트 전에 미리 직접적인 방식을 사용하여 초등학생들이 한 실수를 하지 말 것을 일러줬음에도, 대학생들 역시 시간 압박 하에 경직성을 보였다. 연구 결과, 속도를 강조하는 것은 물병 문제에서의 아인슈텔룽 효과를 높인다는 것이 확인되었다.

#### 미로 찾기
루친스는 피실험자들에게 미로찾기를 그리면서 미로의 벽을 넘어가지 않도록 지시하였다. 미로는 아무 것도 없이 길을 찾는 방식, 그리고 거울에 비춰 길을 찾는 방식을 사용하였다. 피실험자에게는 미로벽을 넘어서 그리면 처음부터 다시 시작해야 했다. 피실험자는 미로를 찾는 시간과 찾는 과정의 순조로운 정도에 따라 점수가 평가된다고 하였기에, 처음으로 돌아가는 것은 불리하였다. 거울 반사를 이용하여 길을 찾는 것은 스트레스 상황이며, 일반 미로찾기는 비스트레스성의 대조군 상황이었다. 실험자들은 거울에 비춰 하는 미로찾기가 경계 바깥으로 그리는 경우가 더 많았고, 스트레스와 불안 정도가 과도하게 늘어났으며, 정확하게 미로를 완전히 찾는 데에 시간이 더 걸렸다는 것을 발견하였다. 거울에 비춰 하는 미로찾기에서는 89%가 첫 두 주요 문제에서 아인슈텔룽 해결책을 사용하였으나, 일반 미로찾기에서는 71%만이 그러하였아. 또한 55%는 거울에 비춰 하는 미로찾기를 실패하였지만, 거울 없는 일반 상황에서는 18%만이 실패하였다.

#### 말더듬이용 숨겨진 단어
1951년, 솔로몬(N.D. Solomon)은 말더듬이(stutterer)와 유창한 사람에게 숨겨진 단어 테스트(hidden-word test), 산술 테스트(arithmetical test), 거울 미로찾기 테스트를 냈다. 실험자들은 숨겨진 단어 테스트를 '스피치 테스트(speech test)'라고 칭하여 말더듬이의 불안을 높였다. 산술 테스트와 거울 미로찾기 테스트에 있어 말더듬이와 유창한 사람 간의 두드러진 차이는 없었다. 그러나 결과는 '스피치 테스트'에서 두 집간 간 수행 능력에는 유의미한 차이가 있었다. 첫 두 주요 문제에서 말더듬이의 58%가 아인슈텔룽 효과를 반면, 유창한 사람의 4%만이 아인슈텔룽 효과를 보였다.

### 나이
루친스 부부 실험은 9세, 10세, 11세, 12세 아동의 아인슈텔룽 효과를 테스트하였다. 보통은 나이가 많은 집단이 어린 집단에 비해 아인슈텔룽 효과를 더 많이 보였다. 그러나 최초 연구에서는 교육 수준과 지능 부분을 통제하지 않았다.
이 문제를 해결하고자, 로스(V.M. Ross)는 1952년 연구에서 평균 37.3세의 중년 성인과 평균 60.8세의 노년 성인을 대상으로 연구를 수행하였다. 이들은 지능지수(IQ), 학력, 직업에 따라 각 집단으로 나뉘었다. 로스는 산술 테스트(물병 문제), 미로찾기 테스트, 숨겨진 단어 테스트, 기타 두 테스트 등 총 5개의 테스트를 수행하였다. 각 테스트마다 중년 집단은 노년 집단보다 성적이 더 좋았다. 예를 들어 노년 집단 65%는 상술 테스트의 소멸 문제를 실패한 반면, 중년 집단 29%만이 이 문제를 풀지 못하였다.
루친스는 아동과 성년의 아인슈텔룽 효과 차이를 보고자 또다른 실험을 고안하였다. 연구에서 평균 10.5세의 초등 5학년생 140명, 평균 21세의 대학생 79명, 평균 43세의 성인 21명이 참여하였다. 소멸 문제에 앞서 아인슈텔룽 효과는 나이에 따라 높아졌다. 소멸 문제에서의 아인슈텔룽 효과는 아동 68%, 대학생 56%, 성인 69%였다. 이는 나이와 아인슈텔룽 효과로부터 벗어나는 것 사이의 관계가 곡선형이라는 것을 시사한다. 비슷한 연구가 1955년 헤글린(Heglin)에 의해 수행되었던 바, 세 연령 집단이 동등한 지능지수를 보일 경우 위와 같은 관계를 보인다는 사실이 확인되었다.
따라서 산술 태스트에서 아인슈텔룽 효과의 첫 등장은 나이와 함께 증가하지만, 아인슈텔룽 효과로부터 벗어나는 것은 평균 21세의 장년층에서 가장 크며 이 나이대로부터 멀어질 수록 벗어나는 정도가 낮아진다.

### 성별
아동 483명을 대상으로 한 루친스 부부 실험에서, 부부는 남자아이들이 여자아이들에 비해 아인슈텔룽 효과를 덜 보인다는 것을 발견하였다. 유의미한 실험적 차이(experimental difference)는 6번째 문제 이후 “현혹되지 마세요(Don’t be blind)”라는 문구를 종이에 쓰라고 지시받은 집단에게서만 보였다. 이들은 “Don’t be blind”의 앞글자를 따서 DBB집단(the DBB group)이라 칭하였다. “Don’t be blind”를 쓰게 한 것은 6번째 문제에 주의를 기울이고 경직성을 물리치게 하려는 의도였다. 그러나 이 문구를 단지 테스트를 위한 암기용 문구라고만 생각하는 등, 출제자의 의도와는 전혀 다른 방향으로 문구를 해석하는 경우가 여러 발생하였다. “Don’t be blind(DBB)”가 출제자의 의도와는 다르게 해석된 현상은 여자아이들에게서 더 자주 나타났으며, 여성집단 내에서는 지능지수가 높을수록 이러한 현상이 더 잘 나타났다. DBB에 대한 해석에서 발생하는 차이는 남성 DBB집단이 여성 DBB집단보다 문제에 대한 직접적인 해결책을 더 많이 보였다는 사실을 설명할 수 있다.
성인에서의 성별차를 확인하고자, 루친스는 대학생들에게 미로찾기 아인슈텔룽 테스트를 출제하였다. 여성집단은 남성집단에 비하여 약간 더 많은 아인슈텔룽 효과를 보였지만 통계적으로 유의미하지는 않았다. 다른 연구들에서는 아인슈텔룽 효과에서의 성별차에 대한 상반된 데이터를 제시하였다.

### 지능지수
루친스 부부는 자신들이 고안한 실험에서 아동의 지능지수(IQ)와 아인슈텔룽 효과 간의 관계에 주목하였다. 부부는 아인슈텔룽 효과와 지능지수 간의 유의미하진 않지만 부적 관계가 있다는 것을 발견하였다.  보통 큰 아인슈텔룽 효과는 지능지수와 상관 없이 모든 집단에서 관찰되었다. 루친스 부부가 아인슈텔룽 효과를 보인 아동과 그렇지 않은 아동들의 지능지수 분포 범위를 주목하였을 때, 각각 51-160, 75-155에 해당하였다. 이러한 범위는 지능지수와 아인슈텔룽 효과 간에는 미약하나마 부적 연관성이 있다는 것을 보여준다.

## 같이 보기
- 경직성 (심리학)(Rigidity)
- 공구의 법칙(Law of the instrument)
- 기능적 고착(Functional fixedness)과  양초 문제(candle problem)
- 마인드셋(mindset)
- 문제 해결(problem solving)
- 박스 밖에서 생각하기(Thinking outside the box)
- 사라진 사각형 퍼즐(Missing square puzzle) (전형적인 아인슈텔룽 효과 사례)
- 앵커링(Anchoring)
- 잘못된 작업가설(wrong working hypothesis)(로서의 아인슈텔룽 효과)
- 초심(Shoshin, Beginner's mind)
- XY 문제(XY problem)

## 참고 문헌
- Dronek, Patrick J.; Blessing, Stephen B. (2006). 〈The effect of Einstellung on compositional processes〉 (PDF). 《Proceedings of the 28th Annual Conference of the Cognitive Science Society》. Vancouver, British Columbia, Canada. 2444쪽. 2016년 5월 8일에 원본 문서 (PDF)에서 보존된 문서.
- Duncker, Karl (1945) [Originally published in German in 1935]. “On problem-solving”. 《Psychological Monographs》 58 (5): i–113. doi:10.1037/h0093599.
- Hebb, D.O. (1949). 《The organization of behavior》. New York: Wiley. LCCN 49050182. OCLC 1175395.
- Kendler, Howard H.; Kendler, Tracy S. (1962). “Vertical and horizontal processes in problem solving”. 《Psychological Review》 69 (1): 1–16. doi:10.1037/h0038537. PMID 14455127.
- Luchins, Abraham S. (1942). “Mechanization in problem solving: The effect of Einstellung”. 《Psychological Monographs》 54 (6): i–95. doi:10.1037/h0093502.
- Luchins, Abraham S.; Luchins, Edith Hirsch (1959). 《Rigidity of behavior: a variational approach to the effect of Einstellung》 (영어). University of Oregon Books. ISBN 9780871140074. OCLC 14598941.
- Ross, V. M. (1952). “A comparison of the effect of Einstellung in different age groups”. Unpublished doctoral dissertation, McGill University.
- Solomon, N. D. (1951). “A comparison of rigidity of behavior manifested by a group of stutterers compared with "fluent" speakers in oral and other performances as measured by the Einstellung-effect”. 2016년 5월 8일에 원본 문서에서 보존된 문서. Unpublished Master's thesis, University of Michigan.